# 현창학
현창학(Hyun Changhak, 1955년 1월 13일- )은 대한민국의 신학자이며 교수이다. 합동신학대학원대학교에서 2002년부터 2019년
까지 구약학 교수로 봉직했다. 한국복음주의구약신학회와 한국성경신학회 회장을 역임하였다. 그는 성경지혜서 분야의 권위자인 위스컨신대 대학원 히브리 및 셈어학과 마이클 V. 폭스(Michael V. Fox)교수에게 사사했다. 박사학위 논문은 '잠언 페쉬타의 번역기법 연구'이다. 페쉬타(Peshitta, 성경 고대 역본중 시리악역: ܦܫܝܛܬܐ pšîṭtâ)에 대한 연구의 권위자로 평가받는다. 구약성경에서 지혜서, 선지서, 시편 등을 연구하고 강의해 왔다.

## 학력
- 경복고등학교
- 서울대학교 물리학과 졸업 B.S.
- 서울대학교 물리학과 대학원 수료
- 총신대신학대학원 M.Div.
- 총신대학교 대학원 Th.M
- 미국의 칼빈신학교 Th.M. 과정 수료
- 위스컨신대학교 대학원 히브리 및 셈어학과 M.A.
- 위스컨신대학교 대학원 히브리 및 셈어학과 Ph.D.

## 경력
- 합동신학대학원 대학교 교수
- 한국성경신학회 회장
- 한국복음주의구약학회 회장
- 사명의교회 협동목사

## 저서
- 구약 지혜서 연구
- 선지서 주해 연구
- 시편연구
- 지혜서와 잠언
- 신학수상

## 논문
- 욥기의 주제
- 지혜서의 성격과 지혜 어휘
- 페쉬타 연구 동향과 번역 기법 연구
- 선지서 주해의 원리
- 에스겔서의 분석과 메시지
- 이사야서의 신학과 메시지
- 예레미야서의 특징과 메시지
- 구약 지혜서의 성격
- 잠언의 성격과 메시지
- 호세아서 연구
- 요엘서 연구
- 아모스서 연구
- 창세기 1∼11장의 신학적 주제들
- 히브리서의 수사기법
- 엘리바스의 연설 해석 – 욥기 4∼5장을 중심으로
- 욥기 6∼7장의 욥의 응수해석
- 구약의 의(義)의 의미 연구
- 시편 해석의 원리 등

## 같이 보기
- 대한민국의 신학자 목록
- 합동신학대학원대학교
- 한국성경신학회
- 마이클 V. 폭스
- 페시타
- 현창기